# 多玛乡 (安多县)
多玛乡（藏語：སྟོད་མ་），是中华人民共和国西藏自治区那曲市安多县下辖的一个乡镇级行政单位，管辖区实际位于青海省治多县境内，地处通天河南岸，当曲右岸。乡政府驻地位于西恰日升山南麓。

## 行政区划
多玛乡下辖以下地区：
东日村、西恰曲超超贡玛村、嘠日色纳尼村、嘠尔扎仁村、多尔嘎恰荣村、扣木扎庆村和古西东村。

## 特产
多玛羊肉：中国地理标志产品。